# SN 2006jp
SN 2006jp – supernowa typu Ia odkryta 30 września 2006 roku w galaktyce A205656-0016. W momencie odkrycia miała maksymalną jasność 21,70m.